# Stefan Wegner
Stefan Wegner (ur. 14 lipca 1901 w Sosnowcu, zm. 7 maja 1965 w Łodzi) – polski malarz, rysownik, grafik, dekorator wnętrz, teoretyk sztuki, nauczyciel akademicki oraz pedagog. 

## Życie i twórczość
W latach 1922–1927 studiował na Akademii Sztuk Pięknych w Krakowie. Jego wykładowcami byli m.in.: Władysław Jarocki, Ignacy Pieńkowski oraz Józef Pankiewicz. W swoich pierwszych pracach nawiązywał do impresjonizmu. Po studiach, w 1930, przeprowadził się do Łodzi, gdzie nauczał w szkołach średnich. W 1931 nawiązał bliski kontakt z Karolem Hillerem, Katarzyną Kobro i Władysławem Strzemińskim, który to wprowadził go w kręgi polskiej awangardy. Był wówczas aktywnym członkiem Zrzeszenia Artystów Polskich. Pełnił również funkcję redaktora czasopisma Forma, a także był członkiem grupy artystycznej Plastycy Nowocześni, powstałej z inicjatywy grupy „a.r.”
Po wojnie, wspólnie z Władysławem Strzemińskim, Leonem Ormezowskim i Romanem Modzelewskim, współorganizował Wyższą Szkołę Sztuk Plastycznych w Łodzi (obecnie Akademia Sztuk Pięknych im. Władysława Strzemińskiego), gdzie pełnił funkcję dziekana, a w latach 1949-50 rektora. W 1950, wkrótce po wyrzuceniu z uczelni Władysława Strzemińskiego, Wegner na własną prośbę został odwołany. Powrócił dopiero w 1957 i początkowo prowadził wykłady z estetyki. Współpracował również z Klubem Młodych Artystów i Naukowców w Warszawie oraz był członkiem grupy „Piąte Koło”, a także później brał udział w spotkaniach w Związku Literatów Polskich w Łodzi organizowanych przez grupę „Nowa Linia”. W latach 1957 i 1959 był członkiem komitetu organizacyjnego Wystaw Sztuki Nowoczesnej w warszawskiej Zachęcie.
Stefan Wegner był jednym z najbardziej gorliwych zwolenników myśli awangardowej. Początkowo swoje prace tworzył w stylu impresjonistycznym, by następnie wykształcić swoją myśl artystyczną, którą wyprowadził z zasad kubizmu, zwracając uwagę na sposób budowy przestrzeni, na logikę przenikania płaszczyzn i zamykania napięć kierunkowych. Widoczna jest również w jego pracach inspiracja abstrakcjonizmem.

### Życie prywatne
Jego żoną była artystka – Helena Kowalewicz-Wegner.